# Међународни фестивал хумора и сатире у Бијељини
Међународни фестивал хумора и сатире у Бијељини одржава се сваке године првог петка у априлу, поводом 1. априла – Светског дана шале. Први фестивал одржан је 2004. године. Идејни творац фестивала је афористичар Грујо Леро, а организатор Народна библиотека „Филип Вишњић” у Бијељини, у којој се Фестивал и одржава. Фестивал окупља ауторе из земаља бивше Југославије. 
У оквиру фестивала организују се и пратећи програми. Најбољи афоризми објављују се наредне године у зборнику Живот пише афоризме.

## О фестивалу
Међународни фестивал хумора и сатире у Бијељини утемељио је 2004. године бијељински афористичар Грујо Леро, члан Удружења књижевника Српске и председник Удружења афористичара „1. април” из Бијељине. Првих година Фестивал је приказиван и на неким телевизијама.
Повремено на фестивалу, у оквиру пратећег програма, гостује изложба карикатура које су учествовале на конкурсу за најбољу карикатуру „Пјер”, који организују Вечерње Новости од 1967. године. На 20. Фестивалу, 2023. године, гост је био стендап комичар Срђан Динчић.
Током пандемије ковида 19, фестивал две године није одржан уживо, али су аутори слали радове који су изашли у зборнику Живот пише афоризме за те две године, који је редовно излазио.

## Учесници
У почетку је Фестивал био организован само за учеснике из Републике Српске, уз учешће неколицине аутора, али је касније проширен на регион и дијаспору, када је и број аутора знатно порастао, па последњих година окупља више од 30 афористичара.
Учесници досадашњих фестивала, између осталих, били су: Јово Николић, Милад Обреновић, Павица Вељовић, Иво Мијо Андрић, Драган Илић, Станислав Томић, Момчило Копривица, Зоран Трбић, Милан Пантић, Раде Ђерговић, Никола Леро, Миладин Берић, Александар Чотрић, Бојан Љубеновић, Марина Раичевић, Милен Миливојевић, Живко Вујић, Гојко Мандић, Зоран Симић – Зокс, Станислав Томић, Боро Капетановић и други. 

## Зборник
Сваке године, поводом Међународног фестивала хумора и сатире у Бијељини, излази и зборник Живот пише афоризме. Први број изашао је 2016. године. Приређивач зборника је Грујо Леро, а објављује га издавачка кућа „Носорог” из Бањалуке. У зборнику се објављују афоризми настали на претходном Фестивалу, али они настали између два фестивала. Осим афоризама у зборнику се објављују хумористичко–сатиричне песме кратке приче, епиграми и друга сатирична дела савремене сатире у региону. Зборник Живот пише афоризме представља најбоље радове бројних аутора (не само учесника Фестивала) који, кроз кратке форме на духовит и сатиричан начин осликавају друштвену стварност и њене специфичности. Због тога је ово својеврсна антологија квалитетних дела у овом жанру, која су настала током 365 дана између два Фестивала.
У зборнику се објављују и карикатуре чији је аутор познати српски ликовни уметник и педагог Југослав Влаховић, познат по својим илустрацијама, карикатурама, стриповима и ликовном обликовању.